# Manucodia comrii
Manucodia comrii là một loài chim trong họ Paradisaeidae.